# Francesco Buonamici (1533-1603)
Pour les articles homonymes, voir Francesco Buonamici et Buonamici.
Francesco Buonamici (1533-29 septembre 1603) est un médecin, écrivain et philosophe florentin de la seconde moitié du XVIe siècle.

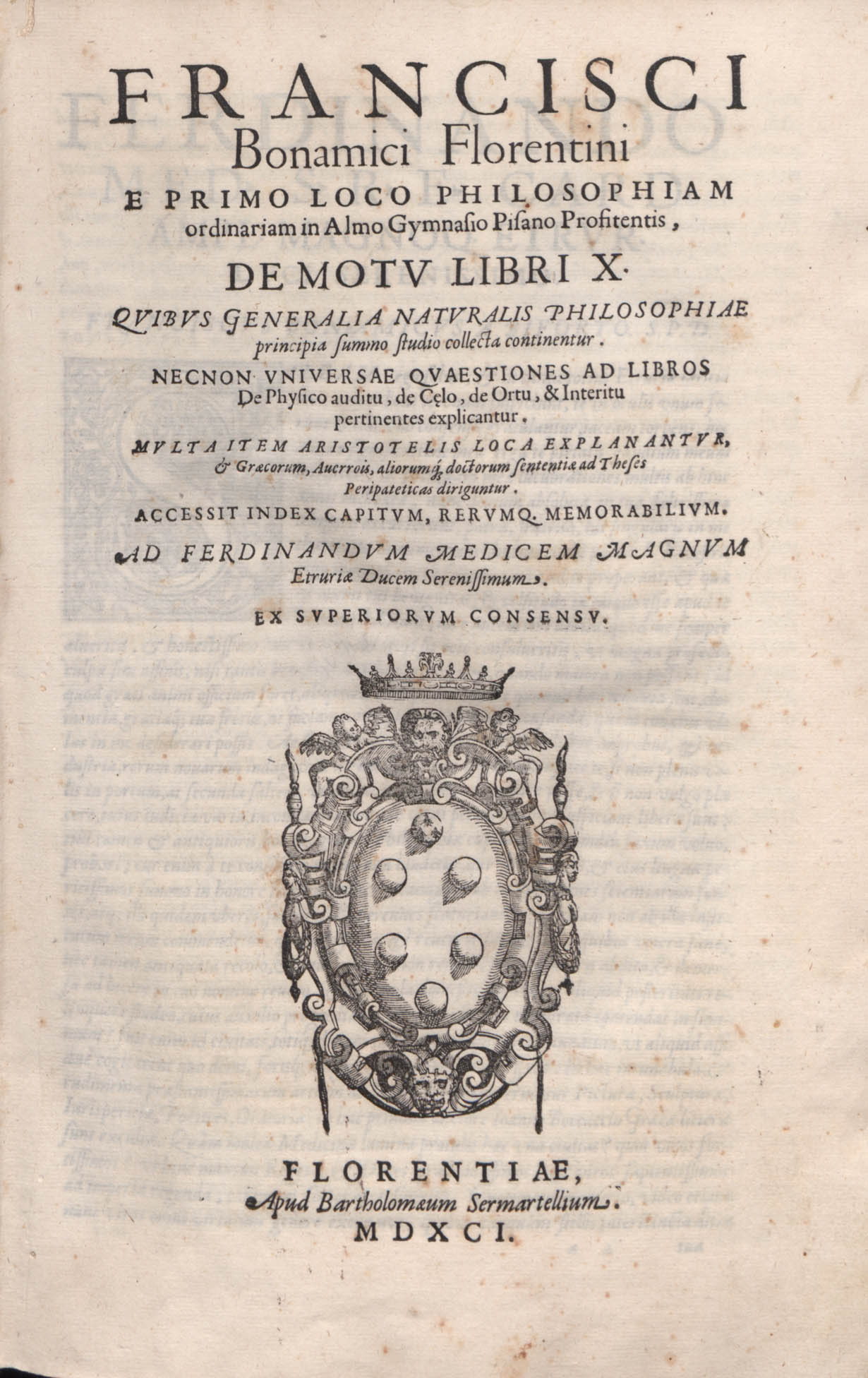
De motu (1591)

## Biographie
Francesco Buonamici étudie au Studio de Florence où il suit les cours de grec de l'humaniste Piero Vettori (on conserve quelques lettres échangées entre les deux hommes).
Médecin, professeur de philosophie naturelle, helléniste et latiniste, Francesco Buonamici s'est beaucoup inspiré des textes anciens (Aristote, Averroès, Nicomaque…) en les commentant.
Il est l'un des maîtres de Galilée à l'université de Pise,.

## Publications
Francesco Buonamici est l'auteur de plusieurs traités :
- De Motu libri X, quibus generalia naturalis philosophiae principia summo studio collecta continentur, necnon universae quaestiones ad libros de physico auditu, de caelo, de ortu et interitu pertinentes explicantur, multa item Aristotelis loca explanantur et Graecorum, Averrois, aliorumque doctorum sententiae ad theses peripateticas diriguntur… (XIV kal. decemb. 1587.), apud Sermartellium, Florence, 1591, in-fol. XX-1011 p. et l'index ;
- Discorsi poetici nella accademia fiorentina in difesa d'Aristotile. Appresso Giorgio Marescotti, Florence, 1597, in-4°, VII-156 p. ;
- De Alimento libri V, B. Sermartellium juniorem, 1603, Florence, in-4°, XXII-759 p. et l'index, fig.